# Адіабатична теорія перехідного стану
Адіабатична теорія перехідного стану (англ. adiabatic transition-state theory) — видозміна теорії перехідного стану, в якій приймається, що система зберігає свій квантовий стан при русі поверхнею потенціальної енергії. Версія цієї теорії, де докладно розглядається розсіювання енергії при переході від одного стану до іншого, має назву — модель адіабатичного каналу.